# Juan Miguel Rosell Milanés
Juan Miguel Rosell Milanés (* 28. Dezember 1969 in Jiguaní, Kuba) ist ein ehemaliger kubanischer Beachvolleyballspieler.

## Karriere
Juan Miguel Rosell Milanés trat von 1995 bis 2004 mit Francisco Álvarez Cutiño an. Den beiden Kubanern gelang 1995 ein Sieg auf der FIVB World Tour bei den Puerto Rico Open. 1996 belegten sie bei den Olympischen Spielen in Atlanta Platz sieben. Nach einem Sieg 2003 bei den Panamerikanischen Spielen und zwei 17. Plätzen bei der WM 2003 in Rio de Janeiro sowie den Olympischen Spielen 2004 in Athen beendete Rosell Milanés seine Zusammenarbeit mit Álvarez Cutiño. Mit Wilfredo Villar belegte Rosell Milanés 2005 bei der WM in Berlin lediglich Platz 33.